# Gymnodia ascendens
Gymnodia ascendens är en tvåvingeart som först beskrevs av Stein 1915.  Gymnodia ascendens ingår i släktet Gymnodia och familjen husflugor. Inga underarter finns listade i Catalogue of Life.